# 48e cérémonie des Golden Globes
La 48e cérémonie des Golden Globes a eu lieu le 19 janvier 1991, récompensant les films et séries diffusés en 1990 et les professionnels s'étant distingués cette année-là.

## Palmarès
Les lauréats sont indiqués ci-dessous en premier de chaque catégorie et en caractères gras.

### Cinéma

#### Meilleur film dramatique
- Danse avec les loups (Dances With Wolves)
  - Avalon
  - Le Parrain 3 (Mario Puzo's The Godfather: Part III)
  - Les Affranchis (Goodfellas)
  - Le Mystère von Bülow (Reversal of Fortune)

#### Meilleur film musical ou comédie
- Green Card
  - Dick Tracy
  - Ghost
  - Maman, j'ai raté l'avion (Home Alone)
  - Pretty Woman

#### Meilleur réalisateur
- Kevin Costner pour Danse avec les loups (Dances With Wolves)
  - Bernardo Bertolucci pour Un thé au Sahara (The Sheltering Sky)
  - Francis Ford Coppola pour Le Parrain 3 (Mario Puzo's The Godfather: Part III)
  - Barbet Schroeder pour Le Mystère von Bülow (Reversal of Fortune)
  - Martin Scorsese pour Les Affranchis (Goodfellas)

#### Meilleur acteur dans un film dramatique
- Jeremy Irons pour le rôle de Claus von Bülow dans Le Mystère von Bülow (Reversal of Fortune)
  - Kevin Costner pour le rôle du Lt. Dunbar « Danse avec les loups » dans Danse avec les loups (Dances With Wolves)
  - Richard Harris pour le rôle de Bull McCabe dans The Field
  - Al Pacino pour le rôle de Don Michael Corleone dans Le Parrain 3 (Mario Puzo's The Godfather: Part III)
  - Robin Williams pour le rôle de Dr Malcolm Sayer dans L'Éveil (Awakenings)

#### Meilleure actrice dans un film dramatique
- Kathy Bates pour le rôle d'Annie Wilkes dans Misery
  - Anjelica Huston pour le rôle de Lilly Dillon dans Les Arnaqueurs (The Grifters)
  - Michelle Pfeiffer pour le rôle de Katya Orlova dans La Maison Russie (The Russia House)
  - Susan Sarandon pour le rôle de Nora Baker dans La Fièvre d'aimer (White Palace)
  - Joanne Woodward pour le rôle d'India Bridge dans Mr. and Mrs. Bridge

#### Meilleur acteur dans un film musical ou une comédie
- Gérard Depardieu pour le rôle de Georges Fauré dans Green Card
  - Macaulay Culkin pour le rôle de Kevin McCallister dans Maman, j'ai raté l'avion (Home Alone)
  - Johnny Depp pour le rôle d'Edward dans Edward aux mains d'argent (Edward Scissorhands)
  - Richard Gere pour le rôle d'Edward Lewis dans Pretty Woman
  - Patrick Swayze pour le rôle de Sam Wheat dans Ghost

#### Meilleure actrice dans un film musical ou une comédie
- Julia Roberts pour le rôle de Vivian « Viv » Ward dans Pretty Woman
  - Mia Farrow pour le rôle d'Alice Tate dans Alice
  - Andie MacDowell pour le rôle de Brontë dans Green Card
  - Demi Moore pour le rôle de Molly Jensen dans Ghost
  - Meryl Streep pour le rôle de Suzanne Vale dans Bons baisers d'Hollywood (Postcards from the Edge)

#### Meilleur acteur dans un second rôle
- Bruce Davison pour le rôle de David dans Un compagnon de longue date (Longtime Companion)
  - Armand Assante pour le rôle de Roberto 'Bobby Tex' Texador dans Contre-enquête (Q & A)
  - Hector Elizondo pour le rôle de directeur de l’hôtel dans Pretty Woman
  - Andy Garcia pour le rôle de Vincent Mancini dans Le Parrain 3 (Mario Puzo's The Godfather: Part III)
  - Al Pacino pour le rôle de Big Boy Caprice dans Dick Tracy
  - Joe Pesci pour le rôle de Tommy DeVito dans Les Affranchis (Goodfellas)

#### Meilleure actrice dans un second rôle
- Whoopi Goldberg pour le rôle d'Oda Mae Brown dans Ghost
  - Lorraine Bracco pour le rôle de Karen Hill dans Les Affranchis (Goodfellas)
  - Diane Ladd pour le rôle de Marietta Pace Fortune dans Sailor et Lula (Wild at Heart)
  - Shirley MacLaine pour le rôle de  Doris Mann dans Bons baisers d'Hollywood (Postcards from the Edge)
  - Mary McDonnell pour le rôle de Christine « Dressée avec le poing » dans Danse avec les loups (Dances With Wolves)
  - Winona Ryder pour le rôle de Charlotte Flax dans Les Deux Sirènes (Mermaids)

#### Meilleur scénario
- Danse avec les loups (Dances With Wolves) – Michael Blake
  - Avalon – Barry Levinson
  - Le Parrain 3 (Mario Puzo's The Godfather: Part III) – Francis Ford Coppola et Mario Puzo
  - Les Affranchis (Goodfellas) – Nicholas Pileggi et Martin Scorsese
  - Le Mystère von Bülow (Reversal of Fortune) – Nicholas Kazan

#### Meilleure chanson originale
- Blaze of Glory interprétée par Jon Bon Jovi – Young Guns 2 (Young Guns II)
  - I'm Checkin' Out interprétée par Meryl Streep et Blue Rodeo – Bons baisers d'Hollywood (Postcards from the Edge)
  - Promise Me You'll Remember interprétée par Harry Connick, Jr. – Le Parrain 3 (Mario Puzo's The Godfather: Part III)
  - Sooner or Later (I Always Get My Man) interprétée par Madonna – Dick Tracy
  - What Can You Lose? interprétée par Madonna et Mandy Patinkin – Dick Tracy

#### Meilleure musique de film
- Un thé au Sahara (The Sheltering Sky) – Ryûichi Sakamoto et Richard Horowitz
  - Avalon – Randy Newman
  - Danse avec les loups (Dances With Wolves) – John Barry
  - Le Parrain 3 (Mario Puzo's The Godfather: Part III) – Carmine Coppola
  - Havana – Dave Grusin

#### Meilleur film étranger
- Cyrano de Bergerac •  France
  - Rêves (Yume) •  Japon
  - Das schreckliche Mädchen •  Allemagne
  - Requiem für Dominik •  Autriche
  - Taxi Blues (Taksi-Blyuz) •  Union soviétique

### Télévision
Note : le symbole « ♕ » rappelle le gagnant de l'année précédente (si nomination).

#### Meilleure série dramatique
- Twin Peaks
  - China Beach ♕
  - Dans la chaleur de la nuit (In the Heat of the Night)
  - La Loi de Los Angeles (L.A. Law)
  - Génération Pub (Thirtysomething)

#### Meilleure série musicale ou comique
- Cheers
  - Les Craquantes (The Golden Girls)
  - Femmes d'affaires et dames de cœur (Designing Women)
  - Mariés, deux enfants (Married… with Children)
  - Murphy Brown ♕

#### Meilleure mini-série ou meilleur téléfilm
- Decoration Day
  - Family of Spies
  - Le Fantôme de l'Opéra (The Phantom of the Opera)
  - The Kennedys of Massachusetts
  - Hallmark Hall of Fame, pour l'épisode "Caroline? (#39.3)"

#### Meilleur acteur dans une série dramatique
- Kyle MacLachlan pour le rôle de l'Agent Dale Cooper dans Twin Peaks
  - Carroll O'Connor pour le rôle du Sheriff Bill Gillespie dans Dans la chaleur de la nuit (In the Heat of the Night)
  - Peter Falk pour le rôle du Lt. Columbo dans Columbo
  - James Earl Jones pour le rôle de Gabriel Bird dans Gabriel Bird (Gabriel's Fire)
  - Scott Bakula pour le rôle du Dr Samuel Beckett dans Code Quantum (Quantum Leap)

#### Meilleure actrice dans une série dramatique
(ex æquo)
- Sharon Gless pour le rôle de Fiona Rose "Rosie" O'Neill dans The Trials of Rosie O'Neill
- Patricia Wettig pour le rôle de Nancy Weston dans Génération Pub (thirtysomething)
  - Angela Lansbury pour le rôle de Jessica Fletcher dans Arabesque (Murder She Wrote) ♕
  - Susan Dey pour le rôle de Grace van Owen dans La Loi de Los Angeles (L.A. Law)
  - Jill Eikenberry pour le rôle de Ann Kelsey dans La Loi de Los Angeles (L.A. Law)
  - Dana Delany pour le rôle de Colleen McMurphy dans China Beach

#### Meilleur acteur dans une série musicale ou comique
- Ted Danson pour le rôle de Sam Malone dans Cheers ♕
  - Fred Savage pour le rôle de Kevin Arnold dans Les Années coup de cœur (The Wonder Years)
  - Burt Reynolds pour le rôle de Wood Newton dans Evening Shade
  - Richard Mulligan pour le rôle de Dr Harry Weston dans La Maison en folie (Empty Nest)
  - John Goodman pour le rôle de Dann Conner dans Roseanne

#### Meilleure actrice dans une série musicale ou comique
- Kirstie Alley pour le rôle de Rebecca Howe dans Cheers
  - Katey Sagal pour le rôle de Peggy Bundy dans Mariés, deux enfants (Married… with Children)
  - Carol Burnett pour le rôle de Myna dans Carol & Company
  - Roseanne Barr pour le rôle de Roseanne Conner dans Roseanne
  - Candice Bergen pour le rôle de Murphy Brown dans Murphy Brown

#### Meilleur acteur dans une mini-série ou un téléfilm
- James Garner pour le rôle d'Albert Sidney Finch dans Decoration Day
  - Steven Bauer pour le rôle d'Enrique 'Kiki' Camarena dans Drug Wars: The Camarena Story
  - Michael Caine pour le rôle du Dr Henry Jekyll / Mr. Edward Hyde dans Jekyll et Hyde (Jekyll & Hyde)
  - Tom Hulce pour le rôle de Mickey Schwerner dans Murder in Mississippi (en)
  - Burt Lancaster pour le rôle de Gerard Carriere dans Le Fantôme de l'Opéra (The Phantom of the Opera)
  - Ricky Schroder pour le rôle de Mark dans Mark Woodward, ange ou démon? (The Stranger Within)

#### Meilleure actrice dans une mini-série ou un téléfilm
- Barbara Hershey pour le rôle de Candy Morrison dans L'empreinte de la folie (A Killing in a Small Town)
  - Annette O'Toole pour le rôle du Rose Fitzgerald dans The Kennedys of Massachusetts
  - Lesley Ann Warren pour le rôle du Barbara Walker dans Family of Spies
  - Suzanne Pleshette pour le rôle du Leona Helmsley dans Leona Helmsley: The Queen of Mean
  - Stephanie Zimbalist pour le rôle du Caroline dans Hallmark Hall of Fame, pour l'épisode "Caroline? (#39.3)".

#### Meilleur acteur dans un second rôle dans une série, une mini-série ou un téléfilm
- Charles Durning pour le rôle de John 'Honey Fitz' Fitzgerald dans The Kennedys of Massachusetts
  - Barry Miller pour le rôle de Pete Brigman dans Equal Justice
  - Jimmy Smits pour le rôle de Victor Sifuentes dans La Loi de Los Angeles (L.A. Law)
  - Dean Stockwell pour le rôle d'Al Calavicci dans Code Quantum (Quantum Leap) ♕
  - Blair Underwood pour le rôle de Jonathan Rollins dans La Loi de Los Angeles (L.A. Law)

#### Meilleure actrice dans un second rôle dans une série, une mini-série ou un téléfilm
- Piper Laurie pour le rôle de Catherine Packard Martell dans Twin Peaks
  - Marg Helgenberger pour le rôle de Karen Charlene 'K.C.' Koloski dans China Beach
  - Park Overall pour le rôle de Laverne Todd dans La Maison en folie (Empty Nest)
  - Faith Ford pour le rôle de Corky Sherwood dans Murphy Brown
  - Sherilyn Fenn pour le rôle d'Audrey Horne dans Twin Peaks

### Spéciales

#### Cecil B. DeMille Award
- Jack Lemmon

#### Miss Golden Globe
- Kaitlin Hopkins

## Récompenses et nominations multiples

### Nominations multiples

#### Cinéma
7  : Le Parrain 3
 6  : Danse avec les loups
 5  : Les Affranchis
 4  : Le Mystère von Bülow, Ghost, Pretty Woman, Dick Tracy
 3  : Green Card, Bons baisers d'Hollywood, Avalon
 2  : Un thé au Sahara, Maman, j'ai raté l'avion

#### Télévision
5 : La Loi de Los Angeles
4 : Twin Peaks
3 : Cheers, The Kennedys of Massachusetts, Murphy Brown, China Beach
2 : Decoration Day, Génération Pub, Roseanne, La Maison en folie, Code Quantum, Hallmark Hall of Fame, Le Fantôme de l'Opéra, Family of Spies, Mariés, deux enfants, Dans la chaleur de la nuit

#### Personnalités
2  : Kevin Costner, Martin Scorsese, Francis Ford Coppola, Al Pacino

### Récompenses multiples
Légende : Nombre de récompenses/Nombre de nominations

#### Cinéma
3 / 6 : Danse avec les loups
2 / 3 : Green Card

#### Télévision
3 / 3 : Cheers
3 / 4 : Twin Peaks
2 / 2 : Decoration Day

#### Personnalités
Aucune

### Les grands perdants

#### Cinéma
0 / 7  : Le Parrain 3
 0 / 5  : Les Affranchis

#### Télévision
0 / 5 : La Loi de Los Angeles